# Амарант савановий
Амара́нт савановий (Lagonosticta rufopicta) — вид горобцеподібних птахів родини астрильдових (Estrildidae). Мешкає на півночі Субсахарської Африки.

## Опис
Довжина птаха становить 10-11 см. У самців голова і груди червоні, груди поцятковані серпоподібними білими плямками. Передня частина голови темно-червона, горло і шия менш яскраві. Тім'я і верхня частина тіла переважно рівномірно сірувато-коричневі, надхвістя і верхні покривні пера хвоста контрастно темно-червоні. Хвіст темно-коричневий, біля основи червоний. Махові пера темні. Живіт і решта нижньої частини тіла охристо-сіра. Очі червонувато-карі, навколо очей блакитнувато-сірі кільця, дзьоб червоний, біля основи світліший, зверху чорний, лапи тілесного кольору. У самиць обличчя і горло червоні, грудибліді, візерунок на них слабо виражений. Молоді птахи мають більш тьмяне забарвлення, червоний відтінок в їх оперенні обмежений надхвістям і верхніми покривними перами хвоста.
Для саванових амарантів, як і для інших амарантів, характерне сіпання хвостом, що супроводжує усі рухи і крики птаха. Однак для цього виду є характерні рухи хвостом із сторони в сторону, а при збудженні птах трохи розпускає хвіст вілялом.

## Підвиди
Виділяють два підвиди:
- L. r. rufopicta (Fraser, 1843) — від Сенегалу до Чаду і ЦАР;
- L. r. lateritia Heuglin, 1864 — Південний Судан, захід Ефіопії, північний схід ДР Конго, Уганда і західна Кенія.

## Поширення і екологія
Саванові амаранти мешкають в Сенегалі, Гамбії, Гвінеї-Бісау, Гвінеї, Малі, Буркіна-Фасо, Сьєрра-Леоне, Ліберії, Кот-д'Івуарі, Гані, Того, Беніні, Нігерії, Камеруні, Центральноафриканській Республіці, Чаді, Південному Судані, Демократичній Республіці Конго, Ефіопії, Уганді і Кенії. Вони живуть у високотравних саванах і в чагарникових заростях на берегах річок і озер, трапляються в садах, на полях, поблизу людських поселень. Зустрічаються парами або сімейними зграйками до 6 птахів. Живляться переважно насінням трав, яке шукають на землі, іноді також ягодами, плодами і дрібними комахами, такими як терміти, особливо під час сезону розмноження.
Сезон розмноження у саванових амарантів припадає на другу половину сезону дощів. Гніздо кулеподібне, робиться парою птахів з рослинних волокон і переплетених травинок, розміщується в чагарниках або високій траві. В кладці 3-4 білих яйця. Інкубаційний період триває приблизно 2 тижні, насиджують і самиці і самці. Пташенята покидають гніздо через 17-19 днів після вилуплення, однак батьки продовжують піклуватися про них ще кілька тижнів. Червоночереві амаранти іноді стають жертвами гніздового паразитизму садових вдовичок.